# Rezerwat przyrody Jezioro Łubówko
Jezioro Łubówko – leśny rezerwat przyrody w województwie lubuskim, w powiecie strzelecko-drezdeneckim, w gminie Drezdenko.
Obszar rezerwatu objęty jest ochroną czynną.

## Podstawa prawna
Nr rej. woj. – 38

## Data i akt prawny obejmujący rezerwat ochroną
Zarządzenie Ministra Ochrony Środowiska, Zasobów Naturalnych i Leśnictwa z dnia 8 lipca 1991 r. w sprawie uznania za rezerwaty przyrody (M.P. z 1991 r. nr 25, poz. 172).

## Położenie
Woj. lubuskie, obszar położony w granicach administracyjnych powiatu strzelecko-drezdeneckiego, gm. Drezdenko, obrębu ewidencyjnego m. Zagórze Lubiewskie (dz. nr 318/1 – 18,14 ha, dz. nr 319 – 15,35 ha, dz. nr 320 – 28,63 ha) w zarządzie Nadleśnictwa Smolarz, (dz. nr 63 – 15,38 ha) w zarządzie PZW – ZO w Gorzowie Wlkp.

## Właściciel, zarządzający
Skarb Państwa, Nadleśnictwo Smolarz, PZW – ZO w Gorzowie Wlkp.

## Powierzchnia pod ochroną
77,50 ha

## Opis przedmiotu poddanego ochronie
Głównym tłem siedlisk występujących w rezerwacie jest las mieszany świeży. Przeważają drzewostany bukowo-sosnowe, w mniejszym stopniu bukowe, bukowo-grabowe, świerkowo-brzozowo-sosnowe, bukowo-dębowo-sosnowe, sosnowe, grabowo-bukowo-dębowe i olszowe. Przeciętny wiek drzewostanów wynosi 82 lata, przeciętna zasobność 36 m³. Znaczną powierzchnię zajmują gospodarcze drzewostany nasienne.
Centralną część rezerwatu zajmuje jezioro Łubówko. Jest to malowniczy akwen, położony w głębokiej kotlinie o turkusowo-zielonej barwie wody. Jest zbiornikiem mezotroficznym wykazującym cechy oligotrofii wapiennej. Jest to zbiornik głęboki o stromych spadkach dna przy brzegach. Głębokość 18 m znajduje się w południowo-wschodniej części jeziora, średnia głębokość przekracza 10 m.

## Cel ochrony
Zachowanie unikatowego, urozmaiconego krajobrazu morenowego oraz buczyny pomorskiej o naturalnym charakterze.

## Plan ochrony
Rozporządzenie Nr 11 Wojewody Lubuskiego z dnia 15 marca 2004 r. w sprawie ustanowienia planu ochrony rezerwatu przyrody o nazwie „Jezioro Łubówko” (Dz.Urz. Woj. Lubuskiego Nr 17 z 17.03.2004 r., poz. 306)